# Microphallus opacus
Microphallus opacus är en plattmaskart. Microphallus opacus ingår i släktet Microphallus och familjen Microphallidae. Inga underarter finns listade i Catalogue of Life.